# Matthew Bugg
Matthew Bugg es un regatista paralímpico australiano. Representó a Australia en los Juegos Paralímpicos de verano 2012 en el evento de vela de la clasificación 2.4mR. Ganó una medalla de bronce en el Campeonato Mundial IFDS 2015. También ganó la medalla de plata en los 2.4mR en los Juegos de Río 2016.

## Biografía
Bugg nació el 25 de febrero de 1981, y es de Lindisfarne, Tasmania. Es parapléjico como resultado de un accidente de snowboard cuando tenía veintitrés años. Mientras asistía a un TAFE en Australia, obtuvo un curso de Certificado III en Cocina Comercial. En 2012 trabajaba como chef.

## Navegación

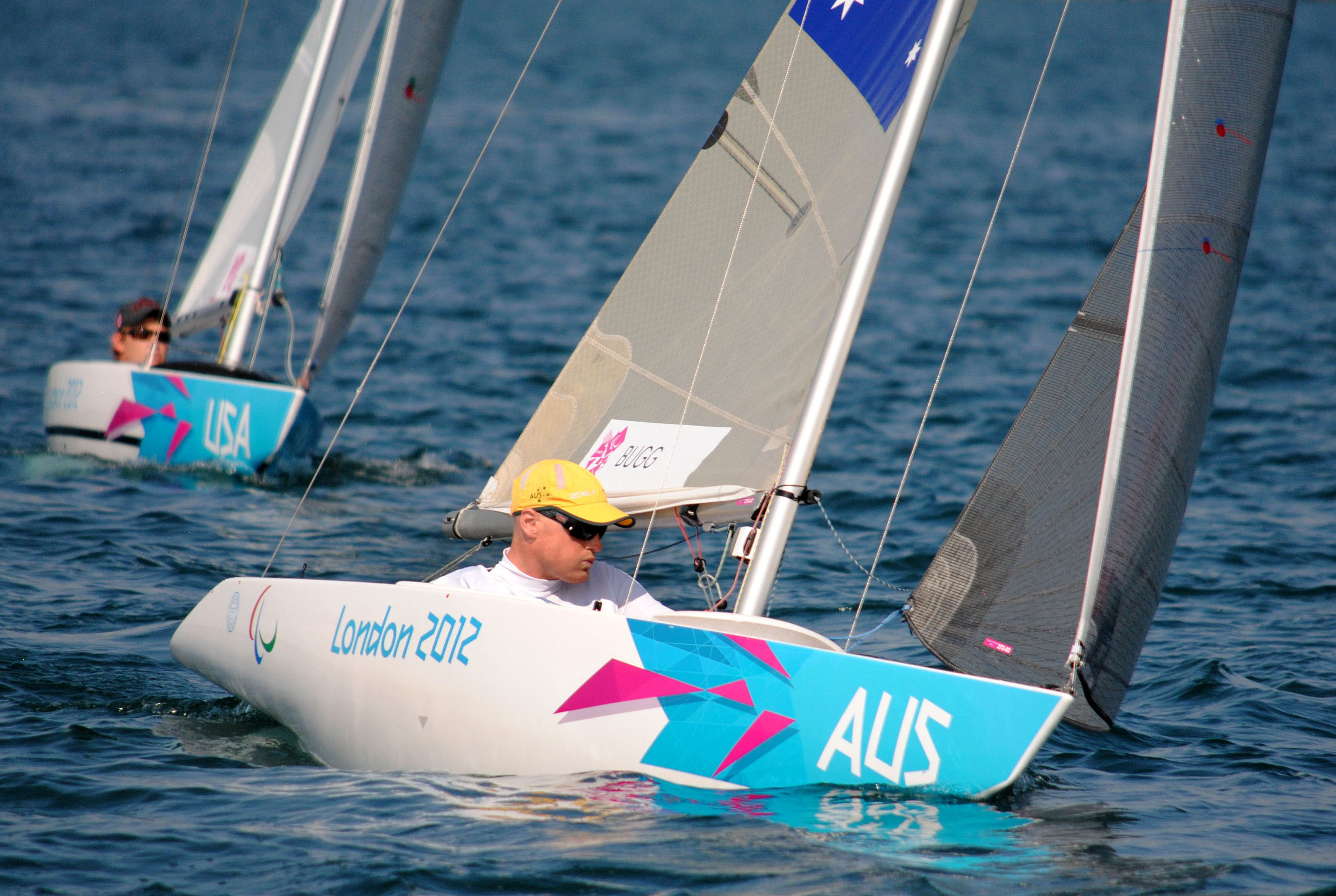
Bugg navegando en los Juegos Paralímpicos de Londres 2012

Bugg es regatista y miembro del Royal Yacht Club of Tasmania. Su entrenamiento está a cargo de Richard Scarr, quien cumple una doble función como entrenador en jefe del Programa de Rendimiento de Vela del Estado de Tasmania.
Comenzó a navegar en 1993. Representó a Australia por primera vez en 2010 en Holanda, sede de la Copa del Mundo y pasó a competir en Europa con otros miembros del equipo paralímpico. En Hobart, sede del campeonato nacional de 2010 en la clase Internacional de 2,4 metros, con dieciséis puntos, quedó quinto en su primera participación en ese evento. En su tercera carrera, el bote de su padre chocó con el suyo.  
En el campeonato nacional de 2011 en la clase internacional de 2,4 metros, ocupó el primer lugar. Reclamó el título un mes después de cumplir 30 años. Entre sus competidores se encontraban su padre y Peter Thompson, ganador de la medalla de oro en vela en los Juegos Paralímpicos de Verano de 2000. En mayo de 2011, compitió en eventos de vela en Europa,  con Yachting Australia pagando parte de la factura de sus viajes. En el campeonato mundial de 2011 en Weymouth, Inglaterra, terminó decimoquinto. En julio de 2011, ocupó el quinto lugar en el mundo. En 2011, Sailing Tasmania lo honró con el premio a la discapacidad como regatista del año.
Compitió en el Campeonato del Mundo IFDS de 2012, terminando undécimo general en el evento de la flota de 2.4mR después de finales diarias en décimo, quinto y octavo lugar. Era la tercera vez que competía en el evento. Antes de los Juegos Paralímpicos de 2012, fue miembro del equipo de desarrollo de vela y ocupó el quinto lugar en el mundo. Se clasificó para los Juegos en abril de 2012 y fue seleccionado oficialmente para representar a Australia en los Juegos Paralímpicos de verano de 2012 en vela en la clasificación de bote de quilla de 2,4 m para una sola persona. Tenía 31 años y no ganó medallas en los Juegos de 2012. En el Campeonato Mundial IFDS 2014 en Halifax, Canadá, terminó quinto en el evento de 2.4mR. En noviembre de 2014, Bugg compartió el premio regatista con discapacidad del año Yachting Australia con Daniel Fitzgibbon, Liesl Tesch, Colin Harrison, Jonathan Harris y Russell Boaden. El equipo australiano de seis regatistas venció a Gran Bretaña por un punto en el Campeonato del Mundo IFDS.
En el Campeonato Mundial IFDS 2015 en Melbourne, Australia, ganó la medalla de bronce en la clase de 2,4 m. En enero de 2016, ganó la medalla de plata en el Campeonato Mundial Internacional de 2.4mR celebrado en el río Derwent.

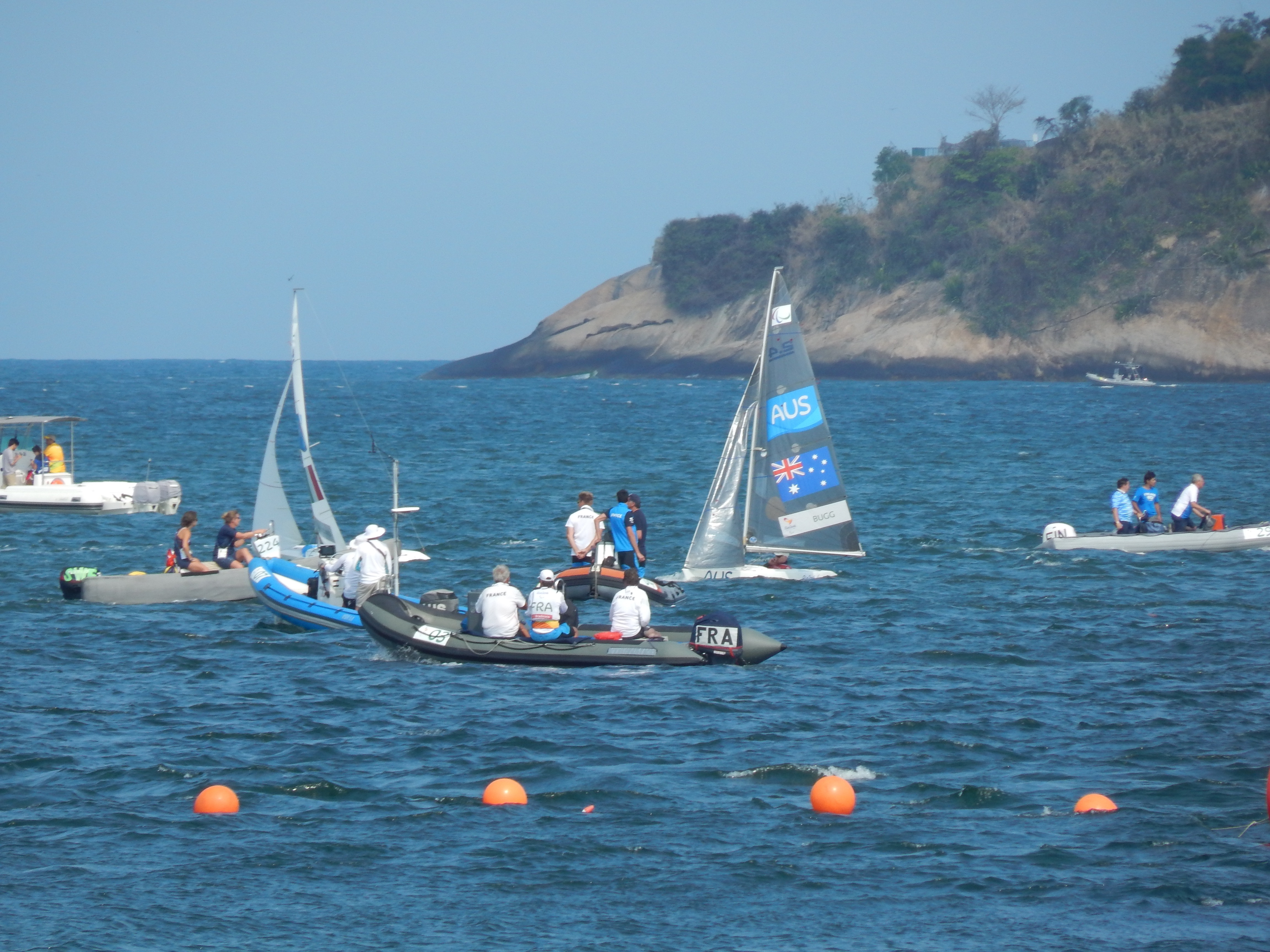
El australiano Matthew Bugg navegando en los Juegos Paralímpicos de 2016 en Río de Janeiro

Bugg ganó la medalla de bronce en 2.4 Norlin en el Campeonato Mundial de 2016 celebrado en Medemblik, Holanda. En los Juegos Paralímpicos de Río 2016, obtuvo la medalla de plata en 2.4 Norlin. Lideró el evento hasta que cayó de la posición de la medalla de oro después de ser descalificado en la carrera 10 de 11. Sus actuaciones en 2016 lo llevaron a ser nombrado Atleta de Tasmania del Año 2016.